# Ennodi Messala
Ennodi Messala va ser un senador italià a la Itàlia ostrogoda. Va ser nomenat cònsol l'any 506 amb Areobind Dagalaif com a col·lega seu.
El seu pare era Anici Probe Faust, el principal partidari del papa Símmac al cisma de Llorenç, i el seu germà era Rufí Magne Faust Aviè, un dels cònsols de l'any 502. Segons Magnus Fèlix Ennòdi, Messala tenia una inclinació literària (Ep . 8.3, 9.12), i el 512 es va prometre amb una noia rica.(Ep . 9.26.35)